# Enneanectes reticulatus
Enneanectes reticulatus är en fiskart som beskrevs av Allen och Robertson, 1991. Enneanectes reticulatus ingår i släktet Enneanectes och familjen Tripterygiidae. IUCN kategoriserar arten globalt som livskraftig. Inga underarter finns listade i Catalogue of Life.